# Mr. Iglesias
Mr. Iglesias (Sr. Iglesias o Señor Iglesias en español) es una serie de televisión de comedia estadounidense creada por Kevin Hench y protagonizada por el actor y comediante de origen mexicano Gabriel Iglesias, quien también es el productor ejecutivo junto a Hench, Joe Meloche y Ron DeBlasio. La serie sigue las aventuras y enseñanzas de un maestro de historia de secundaria que ayuda a sus estudiantes con sus problemas personales y emocionales y demostrar el gran potencial que tienen. La primera temporada consta de 10 episodios y fueron estrenados el 21 de junio de 2019 en Netflix.
El 8 de agosto de 2019, se anunció que Mr. Iglesias fue renovada para una segunda temporada, la cual se estrenó oficialmente el 17 de junio de 2020. La segunda temporada está dividida en dos partes que cuentan con 6 episodios cada uno; La primera parte se estrenó el 17 de junio y la segunda parte se estrenó el 8 de diciembre de 2020.

## Sinopsis
El Sr. Iglesias sigue a «un buen maestro de escuela secundaria pública que trabaja en su alma mater. Él asume la enseñanza de niños dotados pero inadaptados no solo para salvarlos de ser» aconsejados «por un burócrata Asistente Principal Principal, sino también para ayudar ellos desbloquean todo su potencial».

## Elenco

### Elenco principal
- Gabriel Iglesias como Gabe Iglesias, un profesor de historia amante de la diversión y afable en Woodrow Wilson High School en Long Beach, California. Recientemente dejó de beber alcohol y asiste regularmente a reuniones de Alcohólicos Anónimos.
- Sherri Shepherd como Paula Madison, directora de Woodrow Wilson High. Anteriormente fue maestra y tiene un historial de enseñanza impresionante y ha tenido tres divorcios.
- Jacob Vargas como Tony Ochoa, profesor de historia en Woodrow Wilson High y el mejor amigo de Gabe. Tiene un problema con el juego y se siente atraído por Abby.
- Maggie Geha como Abby Spencer (temporada 1), la maestra de historia novata demasiado pura e ingenua en Woodrow Wilson High. Ella no siente lo mismo con Tony, es un enamoramiento unilateral por parte de Tony. Una razón por la que ella está fuera de la liga de Tony.
- Richard Gant como Ray Hayward, el antiguo maestro de Gabe y Tony que todavía enseña inglés en Woodrow Wilson High.
- Cree Cicchino como Marisol Fuentes, la estudiante favorita de Gabe que es inteligente. Ella también tiene tres trabajos. Eventualmente desarrolla sentimientos por Mikey durante la obra escolar y finalmente se besan. Y termina siendo la enamorada de mikey.
- Fabrizio Guido  como Mikey Gutiérrez, uno de los estudiantes tontos de Gabe que está enamorado de Marisol. En el último episodio de la primera parte de la segunda temporada durante la obra escolar, él y Marisol se besan. Y comienzan a salir en la 3 temporada.
- Tucker Albrizzi como Walt (temporada 2; temporada recurrente 1), uno de los estudiantes menos brillantes de Gabe y el mejor amigo de Lorenzo.

### Elenco secundario
- Óscar Núñez como Carlos, el subdirector de Woodrow Wilson High. Los estudiantes y los maestros tienen una baja opinión de él y con frecuencia choca con el Sr. Iglesias. Intenta enseñar teatro a estudiantes en la segunda temporada.
- Coy Stewart como Lorenzo, uno de los estudiantes de Gabe que a menudo se sienta al lado de Walt. Es un teórico de la conspiración que constantemente se preocupa por la vigilancia del gobierno.
- Gloria Aung como Grace, una de las estudiantes inteligentes de Gabriel que usa su computadora al principio para hablar porque se siente incómoda hablando en público. Más tarde supera su ansiedad social y se convierte en una de las estudiantes más vocales de Gabriel. Sus padres la obligan a tomar clases de violín.
- Bentley Green como Rakeem Rozier, el corredor estrella que recientemente se transfirió de la clase de Abby a la clase de Gabe en Woodrow Wilson High.
- Kathryn Feeney como Katie, una camarera en el restaurante DeBlasio's, y más tarde en Roxanne's, donde los maestros pasan el rato fuera del trabajo.
- Christopher McDonald como Entrenador Dixon, el entrenador de fútbol en Woodrow Wilson High. Valora el atletismo sobre lo académico y tiene un ligero problema de alcoholismo.
- Chris García como el Sr. Gómez, uno de los maestros de Woodrow Wilson High.
- Jesus Trejo como Mr. Trujillo, profesor de ciencias.

### Estrellas invitadas
- Brooke Sorenson como Whitney, una estudiante de honor menos que humilde y privilegiada.
- Megyn Price como Jessica Dobbs, miembro de un grupo de reuniones de Alcohólicos Anónimos al que va Gabe. Ella es la madre de Walt y ella y su esposo están divorciados.
- Ron Pearson como Jim, el conserje de la escuela que puede hacer malabares y equilibrar objetos en la barbilla. Gana el concurso de talentos de la escuela en la primera temporada.
- Joel McHale como Danny, el prometido de Abby. Se revela que la está engañando y Abby termina con él. En "Oh Boy, Danny", él viene a Long Beach para recuperar a Abby, pero ella inevitablemente lo rechaza. Él termina mudándose a Long Beach permanentemente para trabajar nuevamente por la confianza de Abby.
- Maria Quezada como Rita Pérez, una estudiante dura que tiene antecedentes y está enamorada de Lorenzo.
- Carol Lyn Black como Ruth, una maestra sustituta de español de edad avanzada.
- Jo Koy como Bob, es un filipino-estadounidense que posee un camión de comida para tacos.
- Elora Casados como Jackie, la nueva consejera y el nuevo interés amoroso de Gabe. Casados hace su debut como actriz después de servir como la escenógrafa de la serie.
- Franco Escamilla como Joaquín Fuentes, el padre de Marisol.

## Episodios

### Primera Temporada (2019)
| No. | Título original                | Título español                             | Dirigido por            | Escrito por          | Duración   | Fecha de lanzamiento |
| --- | ------------------------------ | ------------------------------------------ | ----------------------- | -------------------- | ---------- | -------------------- |
| 1 | «Some Children Left Behind»    | «Algunos niños se quedaron atrás»          | Andy Ackerman           | Kevin Hench          | 31 minutos | 21 de junio de 2019  |
| Gabe se entera de que muchos de sus estudiantes están siendo "aconsejados" para elevar el ranking escolar de Woodrow Wilson High. Gabe, Tony y Abby compiten por el puesto de profesor de honor.                                                           |                                |                                            |                         |                      |            |                      |
| 2 | «Summer School»                | «Escuela de verano»                        | Leonard R. Garner Jr.   | Luisa Leschin        | 26 minutos | 21 de junio de 2019  |
| Los estudiantes de la clase de verano de Gabe tienen que presentar sus informes orales finales para continuar con el próximo año escolar, pero Carlos exige que un maestro diferente los califique y obstaculiza las posibilidades de aprobación de Mikey. |                                |                                            |                         |                      |            |                      |
| 3 | «Full Hearts, Clear Backpacks» | «Corazones llenos, mochilas transparentes» | Phill Lewis             | Isaac González       | 26 minutos | 21 de junio de 2019  |
| Carlos aplica una política de mochila de plástico transparente en Woodrow Wilson High, lo que hace que los estudiantes protesten. |                                |                                            |                         |                      |            |                      |
| 4 | «The Wagon»                    | «El vagón»                                 | Phill Lewis             | Peter Murrieta       | 26 minutos | 21 de junio de 2019  |
| Rakeem, el jugador de fútbol estrella de la escuela, se muda a la clase de Gabe para obtener un A. Gabe fácil que golpea un accidente accidental en su sobriedad.                                                                                          |                                |                                            |                         |                      |            |                      |
| 5 | «Everybody Hates Gabe»         | «Todo el mundo odia a Gabe»                | Leonard R. Garner Jr.   | Sam Sklaver          | 26 minutos | 21 de junio de 2019  |
| A Rakeem se le permite una extensión en un documento que define el grado debido al gran juego contra Poly, y Marisol cuestiona el juicio de Gabe. |                                |                                            |                         |                      |            |                      |
| 6 | «Bullying»                     | «Intimidación»                             | Victor Gonzalez         | Jacque Edmonds Cofer | 25 minutos | 21 de junio de 2019  |
| Lorenzo sigue perdiendo clase, y Gabe intenta llegar al fondo de la misma. |                                |                                            |                         |                      |            |                      |
| 7 | «Talent Show»                  | «Concurso de talentos»                     | Trevor Kirschner        | Julia Ahumada Grob   | 26 minutos | 21 de junio de 2019  |
| Gabe intenta que sus estudiantes ingresen al programa de talentos de la escuela. Cuando el padre de Walt se desmorona, Gabe tiene que convencerlo para que continúe con el espectáculo.                                                                    |                                |                                            |                         |                      |            |                      |
| 8 | «Teachers' Strike»             | «Huelga de maestros»                       | Jody Margolin Hahn      | Aaron Serna          | 31 minutos | 21 de junio de 2019  |
| Los maestros hacen huelga, pero Gabe encuentra la manera de continuar preparando su clase para el decatlón académico. |                                |                                            |                         |                      |            |                      |
| 9 | «Oh Boy, Danny»                | «Oh chico, Danny»                          | Jody Margolin Hahn      | Chris Garcia         | 31 minutos | 21 de junio de 2019  |
| Danny viene a California para recuperar a Abby. El Sr. Hayward intenta que Marisol considere a Stanford. |                                |                                            |                         |                      |            |                      |
| 10 | «Academic Decahtlon»           | «Decatlón Académico»                       | Gloria Calderón Kellett | DJ Ryan              | 31 minutos | 21 de junio de 2019  |
| Gabe convence a Marisol para que se transfiera a la clase de honores antes del decatlón académico. |                                |                                            |                         |                      |            |                      |

### Segunda Temporada (2020)
| No. | Título original             | Título español               | Dirigido por       | Escrito por                         | Duración   | Fecha de lanzamiento   |
| --- | --------------------------- | ---------------------------- | ------------------ | ----------------------------------- | ---------- | ---------------------- |
| 1 | «True Calling»              | «Llamada verdadera»          | Andy Cadiff        | Kevin Hench                         | 26 minutos | 17 de junio de 2020    |
| Después de recibir una charla de preparación para la universidad del Sr. Iglesias, Mikey decide abandonar la escuela secundaria. Ray le dice a Gabe que le enseñe a Mikey sobre ikigai para que pueda aprender el propósito de su vida. Gabe lo hace, solo para fallar, y obligarlo a cuestionar su propia carrera. Después de ser inspirado por Tony, Gabe logra convencer a Mikey de que no se retire. |                             |                              |                    |                                     |            |                        |
| 2 | «Taming the Carlos»         | «Domando al Carlos»          | Bob Koherr         | Peter Murrieta                      | 26 minutos | 17 de junio de 2020    |
| Gabe anima a su clase a unirse a la clase de drama de Carlos. Todos se inscriben, solo para encontrar la clase aburrida. Gabe intenta enseñarle a Carlos cómo enseñar y lo alienta lo suficiente como para hacer que su clase sea divertida para los estudiantes. Mientras tanto, Paula insta al personal a cambiar de barra después de que le prohibieron su local por arrojar unas margaritas en llamas a alguien. El personal cambia de bares y pasan la noche bebiendo. |                             |                              |                    |                                     |            |                        |
| 3 | «Party of One»              | «Fiesta de uno»              | Betsy Thomas       | Luisa Leschin                       | 26 minutos | 17 de junio de 2020    |
| Gabe alienta a Paula a eliminar todas las aplicaciones de citas en su teléfono y tomar un descanso de las citas. Más tarde, Carlos le dice a su clase que interpretarán la obra Romeo y Julieta, para lo que Mikey y Walt tienen papeles, respectivamente. Paula le revela a Gabe que no se tomó un descanso de las citas y consiguió una cita con el entrenador Winslow, conocido en la ciudad como jugador, quien le dijo que había cambiado. Mikey convence a Walt para que le permita a Marisol interpretar a Julieta, quien gana sentimientos por Mikey una vez que comienza a actuar. Gabe descubre que Winslow no ha cambiado y le miente que Paula rompió con él, haciendo que Paula crea que Gabe la ama. Paula intenta coquetear con Gabe, solo para aprender la verdad. |                             |                              |                    |                                     |            |                        |
| 4 | «Generation Why»            | «Generación por qué»         | Jonathan Judge     | Michael Shipley                     | 26 minutos | 17 de junio de 2020    |
| Marisol le dice a la clase que son la única escuela que no participa en la Semana Verde, una competencia del distrito para reducir la huella de carbono de cada escuela. Después de que la clase se queja de que los adultos son la razón del calentamiento global, Gabe convence a Paula de permitir que la escuela se una a la competencia. Después de una discusión, Paula cancela la Semana Verde para la escuela, pero después de enterarse de que la competencia ofrece una subvención al ganador, ella permite que continúe. La clase de Gabe le informa que la única forma en que pueden ganar es si Gabe deja de conducir su camioneta. Aunque vacilante, Gabe se rinde. Más tarde, la clase le informa que puede quedarse con su camioneta, siempre y cuando comparta el personal con el personal. |                             |                              |                    |                                     |            |                        |
| 5 | «Food for Thought»          | «Comida para el pensamiento» | Jonathan Judge     | Isaac González                      | 26 minutos | 17 de junio de 2020    |
| Después de ganar la Semana Verde, Marisol le dice a Gabe que quiere que la clase aborde el tema de la apropiación cultural, apoyando a Jorge, quien hizo que su camión de tacos fuera conducido del estacionamiento de la escuela por Bob, quien es filipino. La clase argumenta que Bob es más amable que Jorge, e incluso hace mejores tacos, pero Marisol argumenta que no debería tener derecho a sacar provecho de la cultura mexicana. Después de enterarse del problema del camión de tacos, Paula echa a Bob y su camión de la escuela. Más tarde, Gabe y Tony ayudan a Bob a colarse y vender tacos dentro de la escuela, y Bob revela que bombea a sus vacas con esteroides y OGM., haciendo que los tacos duren más y tengan mejor sabor. Marisol y Bob lo discuten y le permiten a Bob vender tacos en su camioneta una vez más. Mientras tanto, Carlos deja que Paula se una a su obra cuando amenaza con cancelarla. |                             |                              |                    |                                     |            |                        |
| 6 | «Where Art Thou Counselor?» | «¿Donde estás consejero?»    | Victor Gonzalez    | Julia Ahumada Grob                  | 26 minutos | 17 de junio de 2020    |
| La clase se prepara para tomar sus exámenes finales, y Gabe permite que sus estudiantes se queden después de la clase para hablar sobre sus preocupaciones. Lorenzo habla sobre sus niveles de estrés, Grace habla sobre su ansiedad, Walt habla sobre su deseo de obtener una licencia de conducir, Mikey habla sobre su enamoramiento por Marisol y Marisol habla sobre su ansiedad por equivocarse en la obra escolar. Todos reciben palabras de aliento de Gabe. Más tarde, Mikey pregunta si debería besar a Marisol en la presentación, el personal alienta a Gabe a comenzar a salir nuevamente, y Gabe le ruega a Paula que contrate a un consejero vocacional para sus estudiantes. Marisol y Mikey hablan sobre el beso y aceptan hacerlo de mejilla a mejilla. Mientras actúan, Marisol y Mikey hacen a los niños antes mencionados, pero después de que se retiran, Marisol los sorprende besándolos en los labios, haciéndole olvidar sus líneas. Por la noche, el personal va a un bar y Gabe comienza a coquetear con una mujer que conoce. Paula llega y revela que la mujer con la que Gabe coqueteó, Jackie, es la nueva consejera de la escuela. |                             |                              |                    |                                     |            |                        |
| 7 | «Technically Speaking»      | «¿Tecnicamente hablando»     | Phill Lewis        | D.J. Ryan                           | 26 minutos | 8 de diciembre de 2020 |
| Después de ingresar su solicitud a Paula, Gabe recibe una caja de tabletas para dárselas a sus alumnos, quienes se han mudado al tercer año de la escuela secundaria. En clase, Gabe descubre que no tiene suficientes tabletas para cada uno de ellos, por lo que va a la sala de profesores para hablar con Paula. Una vez allí, Gabe se reúne con Jackie, quien le dice que la tecnología podría no ser tan buena como parece. Para evaluar a sus alumnos, Gabe decide darles un cuestionario, comparando las puntuaciones de los alumnos con las tabletas (Team Tech) con las de los alumnos sin (Team No-Tech). Después de revisar sus puntajes, Gabe descubre que Team Tech superó al Team No-Tech (91 a 88). Más tarde ese mismo día, Gabe y Jackie deciden empezar a salir. Mientras tanto, Mikey intenta reunir el valor para invitar a salir a Marisol, quien acepta felizmente cuando finalmente lo hace. |                             |                              |                    |                                     |            |                        |
| 8 | «Good Things»               | «Cosas buenas»               | Jody Margolin Hahn | Chris Garcia                        | 26 minutos | 8 de diciembre de 2020 |
| Después de que todos en la clase discuten quién tiene la vida más difícil por motivos de raza, género y origen étnico, Gabe intenta hablar con los otros maestros, quienes comienzan a tener una discusión similar. Para arreglar el pesimismo de sus estudiantes sobre la vida y su futuro, Gabe les da una tarea en la que tienen que crear un tablero de visión que enumere las cosas buenas que creen que merecen. Animada por Gabe, Marisol anuncia sus planes de convertirse en la primera persona de su familia en ir a la universidad, específicamente a la Universidad de Stanford. Mientras tanto, Gabe pregunta si es lo suficientemente bueno para Jackie, y después de encontrar inspiración en sus estudiantes, Gabe y Jackie comparten un beso. |                             |                              |                    |                                     |            |                        |
| 9 | «Playing Favorites»         | «Reproducción de favoritos»  | Jody Margolin Hahn | Natasha Chandel                     | 26 minutos | 8 de diciembre de 2020 |
| En una conferencia de padres y maestros, Gabe tiene conversaciones inquietantes con la madre de Grace, que no está feliz de que ella esté hablando más, el padre de Mikey, que no está feliz de que Mikey esté pensando en ir a la universidad y la madre de Lorenzo, quien lo acusa de llamando a Marisol su alumna favorita frente a toda la clase. Al día siguiente, Lorenzo le dice a Gabe que no se preocupe, ya que es el maestro favorito de todos. Mientras tanto, Paula y los maestros compiten por mejores espacios de estacionamiento a través de evaluaciones de pares. Mientras Tony soborna a los demás para que le den una buena reseña, termina perdiendo mientras que Ray es el ganador. |                             |                              |                    |                                     |            |                        |
| 10 | «You're Dad to Me»          | «Eres papá para mí»          | Jody Margolin Hahn | Peter Murrieta                      | 26 minutos | 8 de diciembre de 2020 |
| En la escuela, Gabe se encuentra con el músico Joaquín Fuentes, el padre separado de Marisol, a quien ayuda a reunirse con su hija. Siguiendo el consejo de Gabe, Marisol decide pasar tiempo con su padre, saltándose el semestre para ir de gira con él. Esa misma semana, Walt comienza a asistir a lecciones de manejo con Gabe. En uno de sus viajes en auto, la pareja se encuentra con Joaquín para convencerlo de que deje que Marisol termine la escuela. Mientras tanto, Paula y los profesores comienzan a participar en clases de yoga, en las que Paula desata sus verdaderos sentimientos sobre su próxima reunión universitaria. Después de que Carlos le dice a Paula que debe retirarse, Paula supera sus emociones para asistir al reencuentro. Al final del día, Walt obtiene su licencia de conducir. |                             |                              |                    |                                     |            |                        |
| 11 | «The Big Dance»             | «El gran baile»              | Jonathan Judge     | Grace Condon & Zach Gonzalez-Landis | 26 minutos | 8 de diciembre de 2020 |
| La clase de Gabe se prepara para el baile navideño antes de las vacaciones de invierno. Después de darse cuenta de que sus estudiantes no quieren ir al baile, Gabe usa la ayuda de Jackie para convencerlos de que asistan, solo para descubrir más tarde ese mismo día que Paula canceló la actividad. Para recuperar el baile, Gabe le dice a Paula que tiene que usar el gimnasio de la escuela para una «reunión», a la que luego asiste una alegre Paula. Después de una batalla de baile, Gabe y Jackie comparten el último baile de la fiesta. |                             |                              |                    |                                     |            |                        |

## Producción

### Desarrollo
El 26 de abril de 2018, Netflix anunció que le había dado a la producción un pedido en serie para una primera temporada que consta de diez episodios. Los productores ejecutivos debían incluir a Gabriel Iglesias y Kevin Hench. El 17 de agosto de 2018, se anunció que Joe Meloche y Ron DeBlasio se unirían a la serie como productores ejecutivos y que Peter Murietta, Luisa Leschin y Sam Sklavar actuarían como coproductores ejecutivos. El 24 de abril de 2019, se anunció que la serie se estrenará el 21 de junio de 2019. El 8 de agosto de 2019, Netflix renovó la serie para una segunda temporada de 12 episodios, cuyo estreno fue el 17 de junio de 2020. La segunda parte de la segunda temporada se estrenó el 8 de diciembre de 2020. 

### Casting
Junto con el anuncio inicial del pedido de la serie, se confirmó que Gabriel Iglesias protagonizaría la serie. El 17 de agosto de 2018, se anunció que Jacob Vargas, Maggie Geha y Cree Cicchino habían sido elegidos como asiduos de la serie. En septiembre de 2018, se informó que Richard Gant y Sherri Shepherd habían sido elegidos para papeles principales y que Tucker Albrizzi aparecería de forma recurrente. En octubre de 2018, se anunció que Fabrizio Guido se había unido al elenco en un papel regular de la serie y que Megyn Price y Coy Stewart había sido elegido como personajes recurrentes. El 6 de septiembre de 2019, Tucker Albrizzi fue promovido a ser una serie regular para la segunda temporada.

### Recepción
El sitio web de agregación de revisiones Rotten Tomatoes proporciona una aprobación del 88% de 8 revisiones y una calificación promedio de 8/10.